# مهان‌آباد
مهان‌آباد ، روستایی از توابع بخش گیان شهرستان نهاوند در استان همدان ایران است.

## جمعیت
این روستا در دهستان سراب قرار دارد و براساس سرشماری مرکز آمار ایران در سال ۱۳۹۵، جمعیت آن ۴۱۶ نفر (۱۲۵خانوار) بوده‌است.